# باكو رودريغيز
باكو رودريغيز (بالإنجليزية: Paco Rodriguez) هو لاعب كرة قاعدة أمريكي، ولد في 16 أبريل 1991 في ميامي في الولايات المتحدة.

## وصلات خارجية
- باكو رودريغيز على موقع دوري كرة القاعدة الرئيسي (الإنجليزية)
- باكو رودريغيز على موقعبيزبول رفرنس.كوم (الدوري الرئيسي) (الإنجليزية)
- باكو رودريغيز على موقعبيزبول رفرنس.كوم (الدوري الثانوي) (الإنجليزية)
- باكو رودريغيز على موقع إي إس بي إن.كوم (أم.أل.بي) (الإنجليزية)
- باكو رودريغيز على موقع مشجعي الرسوم البيانية (الإنجليزية)